# Trapeze Software
Trapeze Software Inc. es una compañía operativa de Volaris Group, un grupo operativo de Constellation Software que se dedica al desarrollo, instalación y personalización de sistemas inteligentes de transporte. Sus ofertas de productos incluyen programación, optimización de rutas, administración de activos de personal y sistemas de comunicación. La división tiene su sede en Mississauga (Ontario) y oficinas en Canadá y Estados Unidos, con subsidiarias operativas en América del Norte, América del Sur, Europa del Norte, Australia y el Reino Unido.

## Historia

### Orígenes
Constellation Software Inc. es un proveedor de software y de servicios para los mercados del sector público y privado. La Compañía opera en dos áreas comerciales: el sector público (que incluye negocios enfocados en instituciones gubernamentales y clientes relacionados con los gobiernos), y el sector privado, que incluye negocios enfocados en clientes comerciales. Fundada en 1995, Constellation tiene 13.000 empleados distribuidos en 6 segmentos operativos.

### Adquisiciones
Trapeze ha ido incrementando fundamentalmente su gama de aplicaciones mediante la adquisición de otras compañías de software especializadas en distintas áreas del mercado de transporte de viajeros: 
- 2013 Adquirió Mentor Engineering Inc.[2]
- 2011 Creó Cultura Technologies, uniendo los negocios de software agroalimentario adquiridos.[3]
- 2010 Adquisición de BMS Computer Solutions Ltd, un proveedor de software para la industria agrícola.[4]
- 2010 Adquirió las suites de productos AGRIS y ExtendAg de John Deere Agri Services, Inc., una división de Deere & Company[5]
- 2008 Activos y pasivos adquiridos de MAXIMUS[6]
- 2008 Adquirió Cal Software, incluido Kinross Software
- 2008 Adquisición de Southern Computer Systems, una empresa privada que proporciona software de gestión de flotas a las autoridades locales, empresas de autobuses y operadores de autobuses en todo el Reino Unido.
- 2008 Adquirió Solutions by Computer que proporciona software de gestión empresarial a la industria de alquiler de equipos, herramientas y eventos.[7]
- 2007 Adquirió el paquete de soluciones Fleet Runner de Data Futures.
- 2007 Adquirió Grampian Software Holdings Ltd en el Reino Unido y agregó productos de administración y registros de destilería y asignación de derechos al portafolio de Trapeze.[8]
- 2006 Adquirió Action Information Management (AIM) un líder establecido en RTPI, ITS y PTI.[9]
- 2006 Adquisición de activos de Inovas y sus líneas de productos, incluidos VRT, EcoRoute Trainer (ert), Aerial Asset Survey, Pipe Inspect y Fusion.
- 2005 Adquisición del software AUSTRICS y propiedad intelectual de TransAdelaide, un proveedor de transporte público con sede en Australia.[10]
- 2005 Adquirió Education Planning Solutions, un proveedor de software de planificación para distritos escolares.
- 2004 Creó Trapeze ITS, una nueva división que proporciona sistemas de transporte inteligentes.
- 2004 Adquisición de la división del sector de transporte público de Anite, con sede en el Reino Unido.
- 2002 Adquisición de la división ATIS de ManTech.[11]
- 2002 Adquisición de Multisystems Information Technology Group, una división de Multisystems, Inc.[12]
- 2001 Se adquiere Cerney Computer Services (Reino Unido), un proveedor de software de respuesta a la demanda para el transporte comunitario.[13]
- 2000 Adquirió Traffic Partners, Dinamarca, un proveedor de software europeo para la planificación, las operaciones y la gestión del transporte.[14]
- 1998 Adquirió Ecotran Corp, con lo que ingresó al mercado del transporte escolar.
- 1996 Se fusionó con Online Data Products, Scottsdale AZ, una empresa que se centra en el software para el transporte de personas discapacitadas.

## Tecnología

### Plataforma
Los sistemas informáticos y las aplicaciones de Trapeze comenzaron a desarrollarse en la plataforma DOS y luego se trasladaron a la plataforma Windows. Desde entonces, la compañía ha creado aplicaciones a las que se puede acceder a través de la web.

### Bases de datos
Las aplicaciones de Trapeze aprovechan las infraestructuras de base de datos Microsoft SQL Server y Oracle para operar.

### Productos y servicios que ofrece
Trapeze proporciona aplicaciones para las siguientes áreas del transporte de personas:
| Planificación & Análisis                | Planificación                    | Operaciones                    | Información al viajero                            |
| --------------------------------------- | -------------------------------- | ------------------------------ | ------------------------------------------------- |
| Cumplimiento de horarios                | Rutas fijas                      | Administración de personal     | Planificación de viajes de un centro de llamadas  |
| Rendimiento del operador y del vehículo | Respuesta a la demanda           | Sistemas a bordo               | Gestión de relaciones con el cliente (CRM)        |
| Número de pasajeros                     | Servicios flexibles              | Despacho en tiempo real (CAD)  | Pantallas en la calle                             |
| Alternativas de viaje                   | Transporte coordinado            | Capacitación de los operadores | Información en paradas y publicación de horarios  |
| Planificación de negocios               | Escuelas                         | Monitoreo de combustible       | Viajes compartidos                                |
|                                         | Atención médica no de emergencia | Mantenimiento de flotas        | Tecnologías Web                                   |
|                                         |                                  | Gestión de paradas de autobús  | Respuesta interactiva por voz (IVR)               |
|                                         |                                  |                                | Servicios de información mediante Telefonía Móvil |

### Sistema de programación de transporte para personas discapacitadas (transporte en respuesta a la demanda)
Trapeze PASS es una aplicación desarrollada para respaldar la gestión de los servicios de transporte en respuesta a la demanda de acuerdo con las pautas de la Ley para Estadounidenses con Discapacidades de 1990. Se puede utilizar para el registro de clientes, la reserva de viajes, la programación en tiempo real y el direccionamiento de vehículos.